# Sandseboskogen
Sandseboskogen är ett naturreservat i Gislaveds kommun i Jönköpings län.
Området är naturskyddat sedan 2017 och är 114 hektar stort. Reservatet ligger söder om sjön Rakalven och öster om sjön Stengårdshultasjön och består av tallskog. 